# Microregione di Aquidauana
Aquidauana è una microregione dello Stato del Mato Grosso do Sul in Brasile, appartenente alla mesoregione di Pantanais Sul-Mato-Grossenses.
È una suddivisione creata puramente per fini statistici, pertanto non è un'entità politica o amministrativa.

## Comuni
Comprende 4 comuni:
- Anastácio
- Aquidauana
- Dois Irmãos do Buriti
- Miranda